# Ángel Peña
Ángel María Peña (nacido el 16 de febrero de 1975 en San Pedro de Macorís) es un ex receptor dominicano que jugó en las Grandes Ligas de Béisbol.
Firmado por los Dodgers de Los Ángeles como amateur en 1992, Peña hizo su debut en Grandes Ligas con los Dodgers el 8 de septiembre de 1998, y apareció en su último partido el 1 de junio de 2001.
En un momento de su carrera, Peña fue proclamado como el receptor del futuro para los Dodgers. En un principio iba a tomar el lugar del recién canjeado Mike Piazza. Sin embargo, el pobre acondicionamiento y la aparición del futuro All-Star Paul Lo Duca significó el fin de los días de Peña con los Dodgers y, posteriormente, como receptor de Grandes Ligas. Peña fue liberado por los Dodgers el 15 de octubre de 2001. Jugó brevemente en el sistema de ligas menores de los Gigantes de San Francisco y en las ligas de béisbol independiente después de eso. Además de jugar para los Leones del Escogido en la Liga Dominicana.
También jugó para los Gigantes Del Cibao.